# 马达拉
马达拉(Madalla)是一座位于尼日利亚首都阿布贾附近的卫星城镇，是Suleja地方政府驻地。

## 2011年袭击事件
2011年9月，5名伊博族商人在教派冲突中被2名男子射杀。
2011年12月25日，博科圣地成员对一座基督教堂发动炸弹袭击，造成35人死亡和52人受伤。